# Dąbrowica (powiat wrocławski)
Dąbrowica – wieś w Polsce położona w województwie dolnośląskim, w powiecie wrocławskim, w gminie Długołęka. Jest siedzibą sołectwa.

## Podział administracyjny
W latach 1975–1998 należała administracyjnie do województwa wrocławskiego.

## Historia
Najstarsze wzmianki o Dąbrowicy (niemiecka nazwa Eichgrund) pochodzą z roku 1602, gdy jej właścicielem został Hans von Graffron. Wieś pozostawała w posiadaniu rodziny Graffronów do połowy XVIII w. Ostatnim zarządcą z Graffronów był Heinrich Bernard (1717–1740). W latach 1740–1775 Dąbrowicą zarządzała Charlotta Wilhelmina von Bardenleben. Następnie, na przełomie XVIII i XIX w., właścicielem posiadłości wiejskiej został Joachim Heinrich von Strachowitz, który władał nią aż do roku 1819. W tymże roku Dąbrowicę kupił wzbogacony dzierżawca mieszczańskiego pochodzenia David Gottlieb Matzek. Pięć lat później (1824) odsprzedał posiadłość rotmistrzowi Karlowi Wilhelmowi von Schulze. Po jego śmierci, wdowa Wilhelmina Helena von Schultze zamieszkała w Dąbrowicy i zarządzała posiadłością aż do roku 1853, kiedy wieś nabył ówczesny władca Oleśnicy, książę brunszwicki Wilhelm. Po jego śmierci Dąbrowica przeszła na własność saskiej dynastii Wettynów i pozostała w ich rękach do roku 1945.
Pod koniec XVIII w. wieś liczyła 66 mieszkańców, w tym 11 zagrodników, czyli rolników średnio zamożnych. We wsi znajdowała się szkoła i młyn wodny. W latach 40. XIX w., gdy liczba mieszkańców sięgnęła 110 osób, liczba zagrodników spadła do 10, a we wsi były już browar, gorzelnia i gospoda.
Na początku XVIII w. we wsi istniała już szkoła. Pierwszymi nauczycielami byli: Krzysztof Lidner (1714 r.), Chrystian Gotfried Langner (lata 1778–1793), Gottlieb Feuerstein (do 1798 r.), Gottlieb Wunsch (do 1811 r.), Ernst Schilf (do 1820 r.). Przez prawie 40 lat (lata 1833–1870) nauczycielem był Johann Dawid Winkler. Pod jego kierownictwem w roku 1840 powstał we wsi budynek szkolny z pruskiego muru, kryty dachówką, z dwoma izbami klasowymi. W roku 1848 w szkole uczyło się 120 uczniów. Uczęszczali do niej chłopcy z Dobroszowa, Łosic i Michałowic.
W połowie XIX w. we wsi było 14 gospodarstw. Oprócz młyna wodnego, gospody, browaru i gorzelni, we wsi znajdowały się jeszcze cegielnia, dwie tłocznie oleju oraz 4 warsztaty rzemieślnicze. Nowy budynek młyna wzniesiono około roku 1910. W czasie I wojny światowej, gdy do wsi doprowadzono elektryczność, młyn został przekształcony na wodno-elektryczny.
Po zakończeniu reformy uwłaszczeniowej w Prusach w połowie XIX w., chłopi stracili ⅓ ziemi. Gmina wiejska dysponowała tylko 10 ha, podczas gdy majątek dworski obejmował obszar 100 ha.
Od połowy XIX w. liczba mieszkańców Dąbrowicy systematycznie spadała. W roku 1926 we wsi mieszkało 51 osób, a w folwarku 37 osób.
We wsi mieszkali w większości ewangelicy; w roku 1837 na 113 mieszkańców było 9 katolików, ale liczba ta rosła i pod koniec XIX w. katolicy stanowili ⅓ ludności. Zarówno ewangelicy, jak i katolicy, uczęszczali do kościoła w Łozinie.
Ostatnim niemieckim wójtem wsi Dąbrowica był Bruno Forster, a ostatnim niemieckim nauczycielem – Max Kupfermann.

## Demografia
| Okres           | Liczba mieszkańców |
| --------------- | ------------------ |
| Koniec XVIII w. | 66                 |
| 1837            | 113                |
| Lata 40. XIX w. | 110                |
| Połowa XIX w.   | 89                 |
| 1878            | 98                 |
| 1898            | 65                 |
| 1926            | 51                 |
| 1939            | 56                 |
| 2011            | 41                 |

Według Narodowego Spisu Powszechnego (III 2011 r.) wieś liczyła 41 mieszkańców. Jest najmniejszą miejscowością gminy Długołęka.